# Dograde
Dograde su naselje u sastavu Općine Marina, u Splitsko-dalmatinskoj županiji.

## Stanovništvo
Prema popisu iz 2011. naselje je imalo 194 stanovnika.
| broj stanovnika |       |       | 164   | 211   | 273   | 284   |       |       | 317   | 308   | 327   | 323   |       |       | 247   | 194   | 166   |
|                 | 1857. | 1869. | 1880. | 1890. | 1900. | 1910. | 1921. | 1931. | 1948. | 1953. | 1961. | 1971. | 1981. | 1991. | 2001. | 2011. | 2021. |

## Znamenitosti
- kameni križ - prvi sakralni objekt u Dogradama, izrađen od bračkog kamena, po cijeloj površini isklesan je hrvatski pleter a pri dnu mjesni grb, blagoslovljen 4. kolovoza 2002.[5]